# Mastixiodendron pachyclados
Mastixiodendron pachyclados är en måreväxtart som först beskrevs av Karl Moritz Schumann, och fick sitt nu gällande namn av Melch.. Mastixiodendron pachyclados ingår i släktet Mastixiodendron och familjen måreväxter. Inga underarter finns listade i Catalogue of Life.